# تتسویا یانو
تتسویا یانو (ژاپنی: 矢野 哲也؛ زادهٔ ۲۱ مهٔ ۱۹۸۴) یک بازیکن فوتبال اهل ژاپن است.
از باشگاه‌هایی که در آن بازی کرده‌است می‌توان به باشگاه فوتبال کاشیوا ریسول و باشگاه فوتبال اهیمه اشاره کرد.